# ATP Challenger Series 1983
L'ATP Challenger Series è il secondo livello di tornei per professionisti organizzata dall'ATP. Il circuito prevede tornei con un montepremi che può variare da 25.000 a 150.000 dollari.

## Calendario

### Gennaio
| Settimana | Torneo                                           | Vincitore                                 | Finalista                    | Semifinalisti              | Eliminati ai quarti                                    |
| --------- | ------------------------------------------------ | ----------------------------------------- | ---------------------------- | -------------------------- | ------------------------------------------------------ |
| 3 gennaio | Perth Challenger Perth, Australia Erba €42.500+H | Wally Masur 6–2, 4–6, 7–6                 | Juan Farrow                  | Eddie Edwards Dave Siegler | Ken Barton Wayne Hampson Peter Johnston Broderick Dyke |
| 3 gennaio | Perth Challenger Perth, Australia Erba €42.500+H | John Benson Chris Johnstone 3–6, 6–4, 7–6 | Peter Doohan Michael Fancutt | Eddie Edwards Dave Siegler | Ken Barton Wayne Hampson Peter Johnston Broderick Dyke |

### Febbraio
| Settimana   | Torneo                                                       | Vincitore                                  | Finalista                      | Semifinalisti                      | Eliminati ai quarti                                          |
| ----------- | ------------------------------------------------------------ | ------------------------------------------ | ------------------------------ | ---------------------------------- | ------------------------------------------------------------ |
| 7 febbraio  | Nairobi Challenger Nairobi, Kenya Terra rossa €42.500+H      | Michiel Schapers 6–3, 6–4                  | John Austin                    | Hans-Peter Kandler Gerald Mild     | Phil Lehnhoff Juan Hernández Bernhard Pils Fernando Maynetto |
| 7 febbraio  | Nairobi Challenger Nairobi, Kenya Terra rossa €42.500+H      | John Austin Larry Stefanki 6–2, 6–3        | Phil Lehnhoff Mark Wagner      | Hans-Peter Kandler Gerald Mild     | Phil Lehnhoff Juan Hernández Bernhard Pils Fernando Maynetto |
| 14 febbraio | Ogun Challenger Ogun, Nigeria Cemento €42.500+H              | Larry Stefanki 5–7, 6–3, 8–6               | Mike Barr                      | Leo Palin Sashi Menon              | Leif Shiras Helmar Stiegler Gerald Mild Bernhard Pils        |
| 14 febbraio | Ogun Challenger Ogun, Nigeria Cemento €42.500+H              | Robin Drysdale Haroon Ismail 4–6, 7–6, 9–7 | Hans-Peter Kandler Gerald Mild | Leo Palin Sashi Menon              | Leif Shiras Helmar Stiegler Gerald Mild Bernhard Pils        |
| 21 febbraio | Kuwait City Challenger Kuwait City, Kuwait Cemento €42.500+H | Vitas Gerulaitis 7–6, 4–6, 6–3             | Heinz Günthardt                | Magnus Tideman Stanislav Birner    | Michael Westphal Zoltán Kuhárszky Rod Frawley Libor Pimek    |
| 21 febbraio | Kuwait City Challenger Kuwait City, Kuwait Cemento €42.500+H | Vijay Amritraj Ilie Năstase 6–3, 3–6, 6–2  | Broderick Dyke Rod Frawley     | Magnus Tideman Stanislav Birner    | Michael Westphal Zoltán Kuhárszky Rod Frawley Libor Pimek    |
| 21 febbraio | Lagos Open Lagos, Nigeria Cemento €42.500+H                  | Craig Wittus 6–3, 4–6, 11–9                | Michiel Schapers               | Hans-Peter Kandler Jonathan Canter | Colin Dowdeswell Rick Fagel Bernhard Pils Leif Shiras        |
| 21 febbraio | Lagos Open Lagos, Nigeria Cemento €42.500+H                  | Wesley Cash John Mattke 6–3, 3–6, 6–3      | Jonathan Canter Joe Meyers     | Hans-Peter Kandler Jonathan Canter | Colin Dowdeswell Rick Fagel Bernhard Pils Leif Shiras        |
| 28 febbraio | Cairo Open Il Cairo, Egitto Terra rossa $25.000              | Henrik Sundström 6–7, 6–2, 6–0             | Juan Avendaño                  | Fernando Luna Gianluca Rinaldini   | Brad Drewett Ángel Giménez Stefan Simonsson Sergio Casal     |
| 28 febbraio | Cairo Open Il Cairo, Egitto Terra rossa $25.000              | Broderick Dyke Rod Frawley 6–3, 6–2        | Brad Drewett John Feaver       | Fernando Luna Gianluca Rinaldini   | Brad Drewett Ángel Giménez Stefan Simonsson Sergio Casal     |
| 28 febbraio | Kaduna Challenger Kaduna, Nigeria Terra rossa €42.500+H      | Patrice Kuchna 7–5, 6–4                    | Hans-Peter Kandler             | Huub van Boeckel Joe Meyers        | Mike Barr Thierry Pham Ola Hellgren Bernhard Pils            |
| 28 febbraio | Kaduna Challenger Kaduna, Nigeria Terra rossa €42.500+H      | Mike Barr Jakob Hlasek 6–4, 6–1            | Bernhard Pils Helmar Stiegler  | Huub van Boeckel Joe Meyers        | Mike Barr Thierry Pham Ola Hellgren Bernhard Pils            |

### Marzo
| Settimana | Torneo                                                        | Vincitore                                     | Finalista                    | Semifinalisti                 | Eliminati ai quarti                                   |
| --------- | ------------------------------------------------------------- | --------------------------------------------- | ---------------------------- | ----------------------------- | ----------------------------------------------------- |
| 7 marzo   | Tunis Challenger 1983 Tunisi, Tunisia Terra rossa €42.500+H   | Henrik Sundström 6–3, 6–4, 6–2                | Thierry Tulasne              | Magnus Tideman Fernando Luna  | Manuel Orantes Juan Aguilera Sergio Casal Peter Elter |
| 7 marzo   | Tunis Challenger 1983 Tunisi, Tunisia Terra rossa €42.500+H   | Per Hjertquist Gilles Moretton 6–4, 6–3       | Peter Herrmann Damir Keretić | Magnus Tideman Fernando Luna  | Manuel Orantes Juan Aguilera Sergio Casal Peter Elter |
| 28 marzo  | São Paulo Challenger San Paolo, Brasile Terra rossa €42.500+H | Zoltán Kuhárszky 6–4, 4–6, 6–1                | Víctor Pecci                 | Tony Giammalva Carlos Kirmayr | Trey Waltke João Soares Ernie Fernandez Steve Meister |
| 28 marzo  | São Paulo Challenger San Paolo, Brasile Terra rossa €42.500+H | Zoltán Kuhárszky Gabriel Mattos 6–2, 3–6, 6–3 | Víctor Pecci Hugo Roverano   | Tony Giammalva Carlos Kirmayr | Trey Waltke João Soares Ernie Fernandez Steve Meister |

### Aprile
| Settimana | Torneo                                                            | Vincitore                                      | Finalista                    | Semifinalisti                    | Eliminati ai quarti                                             |
| --------- | ----------------------------------------------------------------- | ---------------------------------------------- | ---------------------------- | -------------------------------- | --------------------------------------------------------------- |
| 4 aprile  | Curitiba Challenger Curitiba, Brasile Cemento €42.500+H           | Zoltán Kuhárszky 6–2, 7–6                      | Júlio Góes                   | Edvaldo Oliveira Pedro Rebolledo | Eduardo Bengoechea Steve Meister Thomaz Koch Pender Murphy      |
| 4 aprile  | Curitiba Challenger Curitiba, Brasile Cemento €42.500+H           | David Carter Steve Meister 6–3, 6–3            | Givaldo Barbosa João Soares  | Edvaldo Oliveira Pedro Rebolledo | Eduardo Bengoechea Steve Meister Thomaz Koch Pender Murphy      |
| 4 aprile  | Johannesburg Challenger Johannesburg, Sudafrica Cemento €42.500+H | John Austin 1–6, 6–3, 6–2                      | Robert Van't Hof             | Mike Myburg Christo van Rensburg | Denys Maasdorp Danie Visser David Schneider Rick Meyer          |
| 4 aprile  | Johannesburg Challenger Johannesburg, Sudafrica Cemento €42.500+H | Rick Meyer Frew McMillan 6–4, 6–4              | Eddie Edwards Raymond Moore  | Mike Myburg Christo van Rensburg | Denys Maasdorp Danie Visser David Schneider Rick Meyer          |
| 9 aprile  | Ashkelon Challenger Ashkelon, Israele Cemento $35.000+H           | Shlomo Glickstein 6–3, 6–3                     | Amos Mansdorf                | David Schneider Robert Reininger | Colin Dowdeswell Per-Ola Lindquist Peter Feigl Huub van Boeckel |
| 9 aprile  | Ashkelon Challenger Ashkelon, Israele Cemento $35.000+H           | Stefan Svensson Huub van Boeckel 6–4, 4–6, 6–3 | Rodney Crowley Rand Evett    | David Schneider Robert Reininger | Colin Dowdeswell Per-Ola Lindquist Peter Feigl Huub van Boeckel |
| 18 aprile | Bari Challenger Bari, Italia Terra rossa $100.000                 | Corrado Barazzutti 6–0, 6–1                    | Carlos Castellan             | Juan Aguilera Bruce Derlin       | Alejandro Pierola Eric Jelen Martín Jaite Francesco Cancellotti |
| 18 aprile | Bari Challenger Bari, Italia Terra rossa $100.000                 | Luca Bottazzi Simone Colombo 6–2, 3–6, 6–3     | Mario Calautti Bruce Derlin  | Juan Aguilera Bruce Derlin       | Alejandro Pierola Eric Jelen Martín Jaite Francesco Cancellotti |
| 18 aprile | Tokyo Challenger Tokyo, Giappone Cemento $25.000                  | Tsuyoshi Fukui 6–4, 6–0                        | Michael Wayman               | Jeff Turpin Peter Johnston       | Joel Bailey John Frawley Simon Youl Leo Palin                   |
| 18 aprile | Tokyo Challenger Tokyo, Giappone Cemento $25.000                  | Charles Strode Morris Strode 6–3, 6–4          | David Dowlen Jeff Turpin     | Jeff Turpin Peter Johnston       | Joel Bailey John Frawley Simon Youl Leo Palin                   |
| 25 aprile | Galatina Challenger Galatina, Italia Terra rossa $100.000         | Francesco Cancellotti 7–6, 6–1                 | Miguel Mir                   | Roland Stadler Juan Aguilera     | Jimmy Brown Mansour Bahrami Emilio Sánchez Bruce Foxworth       |
| 25 aprile | Galatina Challenger Galatina, Italia Terra rossa $100.000         | Bruce Derlin Huub van Boeckel 6–2, 7–5         | Iván Camus Ivan Dupasquier   | Roland Stadler Juan Aguilera     | Jimmy Brown Mansour Bahrami Emilio Sánchez Bruce Foxworth       |
| 25 aprile | Nagoya Challenger Nagoya, Giappone Cemento $25.000                | Leo Palin 6–4, 6–2                             | Joel Bailey                  | Morris Strode Greg Whitecross    | Jeff Turpin Shinichi Sakamoto Leif Shiras Charles Strode        |
| 25 aprile | Nagoya Challenger Nagoya, Giappone Cemento $25.000                | Joel Bailey Jeff Turpin 6–4, 3–6, 7–6          | Charles Strode Morris Strode | Morris Strode Greg Whitecross    | Jeff Turpin Shinichi Sakamoto Leif Shiras Charles Strode        |

### Maggio
| Settimana | Torneo                                                                    | Vincitore                                     | Finalista                      | Semifinalisti                 | Eliminati ai quarti                                             |
| --------- | ------------------------------------------------------------------------- | --------------------------------------------- | ------------------------------ | ----------------------------- | --------------------------------------------------------------- |
| 2 maggio  | Parioli Challenger Parioli, Italia Terra rossa $100.000                   | Jimmy Brown 6–1, 6–2                          | Corrado Barazzutti             | Sergio Casal Stefan Simonsson | Bruce Foxworth Francesco Cancellotti Ricardo Cano Ulrich Pinner |
| 2 maggio  | Parioli Challenger Parioli, Italia Terra rossa $100.000                   | Givaldo Barbosa Ney Keller 6–3, 6–2           | Gianni Marchetti Enzo Vattuone | Sergio Casal Stefan Simonsson | Bruce Foxworth Francesco Cancellotti Ricardo Cano Ulrich Pinner |
| 2 maggio  | Solihull Challenger Solihull, Gran Bretagna Terra rossa $25.000           | Robbie Venter 6–4, 3–6, 6–3                   | Broderick Dyke                 | Egan Adams John McCurdy       | Jonathan Smith Gabriel Urpi Steve Krulevitz Andrew Jarrett      |
| 2 maggio  | Solihull Challenger Solihull, Gran Bretagna Terra rossa $25.000           | Andrew Jarrett Jonathan Smith 6–2, 4–6, 6–4   | Raymond Moore David Schneider  | Egan Adams John McCurdy       | Jonathan Smith Gabriel Urpi Steve Krulevitz Andrew Jarrett      |
| 9 maggio  | Lee-On-Solent Challenger Lee-On-Solent, Gran Bretagna Terra rossa $25.000 | Robbie Venter 6–3, 6–1                        | Jeremy Bates                   | Scott Lipton David Schneider  | Bruce Foxworth Syd Ball Jonathan Smith Nick Brown               |
| 9 maggio  | Lee-On-Solent Challenger Lee-On-Solent, Gran Bretagna Terra rossa $25.000 | Charlie Fancutt Greg Whitecross 6–3, 3–6, 6–4 | Andrew Jarrett Jonathan Smith  | Scott Lipton David Schneider  | Bruce Foxworth Syd Ball Jonathan Smith Nick Brown               |
| 16 maggio | Spring Challenger Spring, USA Cemento indoor $25.000                      | Leif Shiras 6–1, 6–0                          | Ross Case                      | Sean Brawley Lloyd Bourne     | Butch Walts David Dowlen Juan Farrow Andy Kohlberg              |
| 16 maggio | Spring Challenger Spring, USA Cemento indoor $25.000                      | Andrew Pattison Butch Walts 7–6, 6–7, 6–4     | Anand Amritraj Lloyd Bourne    | Sean Brawley Lloyd Bourne     | Butch Walts David Dowlen Juan Farrow Andy Kohlberg              |
| 30 maggio | Tampere Open Tampere, Finlandia Terra rossa €42.500                       | Marko Ostoja 6–4, 6–2                         | Scott Lipton                   | Pender Murphy Jim Gurfein     | Peter Svensson Eric Jelen Bruce Derlin Jörgen Windahl           |
| 30 maggio | Tampere Open Tampere, Finlandia Terra rossa €42.500                       | Peter Bastiansen Michael Mortensen 6–4, 6–1   | Mike Barr Marko Ostoja         | Pender Murphy Jim Gurfein     | Peter Svensson Eric Jelen Bruce Derlin Jörgen Windahl           |

### Giugno
| Settimana | Torneo                                                     | Vincitore                                     | Finalista                        | Semifinalisti             | Eliminati ai quarti                                             |
| --------- | ---------------------------------------------------------- | --------------------------------------------- | -------------------------------- | ------------------------- | --------------------------------------------------------------- |
| 6 giugno  | Dortmund Challenger Dortmund, Germania Terra rossa $75.000 | Hans-Dieter Beutel 6–7, 6–3, 6–4              | Jérôme Vanier                    | Jim Gurfein Hans Schwaier | Luca Bottazzi Christophe Freyss Ricardo Ycaza Gustavo Guerrero  |
| 6 giugno  | Dortmund Challenger Dortmund, Germania Terra rossa $75.000 | Colin Dowdeswell Andrew Jarrett 6–7, 6–4, 6–3 | Bruce Derlin Karl Meiler         | Jim Gurfein Hans Schwaier | Luca Bottazzi Christophe Freyss Ricardo Ycaza Gustavo Guerrero  |
| 13 giugno | Brescia Challenger Brescia, Italia Terra rossa $100.000    | Roland Stadler 6–3, 6–1                       | Víctor Pecci                     | Simone Colombo Ivan Kley  | Helmar Stiegler Francesco Cancellotti Fernando Soler Paolo Canè |
| 13 giugno | Brescia Challenger Brescia, Italia Terra rossa $100.000    | Iván Camus Raúl Viver 6–2, 5–7, 6–4           | Dácio Campos Eduardo Oncins      | Simone Colombo Ivan Kley  | Helmar Stiegler Francesco Cancellotti Fernando Soler Paolo Canè |
| 27 giugno | Travemunde Open Travemünde, Germania Terra rossa $75.000   | Michael Westphal 7–5, 6–2                     | Rolf Gehring                     | Simone Colombo Raúl Viver | Eduardo Osta Jakob Hlasek Eduardo Bengoechea Ulrich Pinner      |
| 27 giugno | Travemunde Open Travemünde, Germania Terra rossa $75.000   | Mike Myburg Christo van Rensburg 7–5, 6–3     | Harald Theissen Michael Westphal | Simone Colombo Raúl Viver | Eduardo Osta Jakob Hlasek Eduardo Bengoechea Ulrich Pinner      |

### Luglio
| Settimana | Torneo                                                        | Vincitore                                 | Finalista                       | Semifinalisti                    | Eliminati ai quarti                                           |
| --------- | ------------------------------------------------------------- | ----------------------------------------- | ------------------------------- | -------------------------------- | ------------------------------------------------------------- |
| 4 luglio  | Essen Challenger Essen, Germania Terra rossa $75.000          | Rolf Gehring 6–4, 6–3                     | José López-Maeso                | Steve Meister Rick Fagel         | David Mustard Scott Lipton Peter Elter Joakim Nyström         |
| 4 luglio  | Essen Challenger Essen, Germania Terra rossa $75.000          | Mike Myburg Christo van Rensburg 6–4, 6–2 | Nick Brown Steve Shaw           | Steve Meister Rick Fagel         | David Mustard Scott Lipton Peter Elter Joakim Nyström         |
| 18 luglio | Santos Challenger Santos, Brasile Terra rossa €42.500+H       | Júlio Góes 6–2, 6–3                       | Carlos Kirmayr                  | Javier Restrepo Ivan Kley        | Leo Palin Daniel Montes De Oca Bruce Kleege Junie Chatman     |
| 18 luglio | Santos Challenger Santos, Brasile Terra rossa €42.500+H       | Junie Chatman Leo Palin 7–6, 6–2          | Edvaldo Oliveira Fernando Roese | Javier Restrepo Ivan Kley        | Leo Palin Daniel Montes De Oca Bruce Kleege Junie Chatman     |
| 25 luglio | Campos Challenger Campos do Jordão, Brasile Cemento €42.500+H | Rocky Royer 7–6, 3–6, 6–3                 | Carlos Kirmayr                  | Givaldo Barbosa Fernando Roese   | Roger Guedes Junie Chatman Thomaz Koch Ney Keller             |
| 25 luglio | Campos Challenger Campos do Jordão, Brasile Cemento €42.500+H | Thomaz Koch Jose Schmidt 7–6, 6–2         | Júlio Góes Ney Keller           | Givaldo Barbosa Fernando Roese   | Roger Guedes Junie Chatman Thomaz Koch Ney Keller             |
| 25 luglio | Neu Ulm Challenger Nuova Ulma, Germania Terra rossa $75.000   | Tomáš Šmíd 7–5, 6–4                       | Trevor Allan                    | Jaroslav Navrátil Stefan Hermann | Miloslav Mečíř Michiel Schapers Simone Colombo Balázs Taróczy |
| 25 luglio | Neu Ulm Challenger Nuova Ulma, Germania Terra rossa $75.000   | Heinz Günthardt Balázs Taróczy 6–2, 6–4   | Andrew Jarrett Jonathan Smith   | Jaroslav Navrátil Stefan Hermann | Miloslav Mečíř Michiel Schapers Simone Colombo Balázs Taróczy |

### Agosto
| Settimana | Torneo                                                        | Vincitore                                   | Finalista                           | Semifinalisti                      | Eliminati ai quarti                                                           |
| --------- | ------------------------------------------------------------- | ------------------------------------------- | ----------------------------------- | ---------------------------------- | ----------------------------------------------------------------------------- |
| 15 agosto | Le Touquet Challenger Le Touquet, Francia Terra rossa $75.000 | Pablo Arraya 6–2, 6–3                       | Roberto Argüello                    | Carlos Gattiker Hans-Dieter Beutel | Fernando Soler Christophe Casa Patrice Kuchna Gabriel Urpi                    |
| 15 agosto | Le Touquet Challenger Le Touquet, Francia Terra rossa $75.000 | Carlos Gattiker Alejandro Gattiker 7–6, 6–2 | Tarik Benhabiles Jean-Louis Haillet | Carlos Gattiker Hans-Dieter Beutel | Fernando Soler Christophe Casa Patrice Kuchna Gabriel Urpi                    |
| 22 agosto | Vigo Challenger Vigo, Spagna Terra rossa $75.000              | Henri de Wet 1–6, 6–3, 6–3                  | Pender Murphy                       | Gabriel Urpi Luca Bottazzi         | Roberto Argüello Ernesto Vazquez-Barreira Horacio de la Peña Francisco Maciel |
| 22 agosto | Vigo Challenger Vigo, Spagna Terra rossa $75.000              | Lorenzo Fargas Gabriel Urpi 6–4, 4–6, 6–2   | Iván Camus Raúl Viver               | Gabriel Urpi Luca Bottazzi         | Roberto Argüello Ernesto Vazquez-Barreira Horacio de la Peña Francisco Maciel |

### Settembre
| Settimana    | Torneo                                                      | Vincitore                                   | Finalista                  | Semifinalisti                 | Eliminati ai quarti                                  |
| ------------ | ----------------------------------------------------------- | ------------------------------------------- | -------------------------- | ----------------------------- | ---------------------------------------------------- |
| 5 settembre  | Messina Challenger Messina, Italia Terra rossa $50.000      | Mario Martinez 6–7, 6–0, 9–7                | Patrice Kuchna             | Johan Carlsson Peter Carlsson | Juan Aguilera Pablo Arraya Trevor Allan Jan Sandberg |
| 5 settembre  | Messina Challenger Messina, Italia Terra rossa $50.000      | Carlos Gattiker Alejandro Gattiker 7–5, 6–2 | Juan Aguilera Pablo Arraya | Johan Carlsson Peter Carlsson | Juan Aguilera Pablo Arraya Trevor Allan Jan Sandberg |
| 12 settembre | Thessaloniki Challenger Salonicco, Grecia Cemento €42.500+H | Horacio de la Peña 5–7, 7–6, 7–5            | Rory Chappell              | Mike Myburg Peter Carlsson    | Andy Andrews Steve Shaw Billy Nealon Jacques Hervet  |
| 12 settembre | Thessaloniki Challenger Salonicco, Grecia Cemento €42.500+H | Peter Bastiansen Michael Mortensen 7–6, 7–5 | Mike Myburg Leo Palin      | Mike Myburg Peter Carlsson    | Andy Andrews Steve Shaw Billy Nealon Jacques Hervet  |

### Ottobre
| Settimana  | Torneo                                                         | Vincitore                               | Finalista                    | Semifinalisti                | Eliminati ai quarti                                       |
| ---------- | -------------------------------------------------------------- | --------------------------------------- | ---------------------------- | ---------------------------- | --------------------------------------------------------- |
| 17 ottobre | Sydney Challenger Sydney, Australia Cemento €42.500+H          | Simon Youl 3–6, 7–5, 6–2                | John Frawley                 | Wally Masur Lawrence Hall    | Russell Barlow Jonathan Canter Eduardo Oncins David Lewis |
| 17 ottobre | Sydney Challenger Sydney, Australia Cemento €42.500+H          | Michael Fancutt Wally Masur 7–5, 6–3    | Peter Carter Mark Kratzmann  | Wally Masur Lawrence Hall    | Russell Barlow Jonathan Canter Eduardo Oncins David Lewis |
| 22 ottobre | Helsinki Challenger Helsinki, Finlandia Cemento indoor €42.500 | Erick Iskersky 6–4, 4–6, 7–5            | Amos Mansdorf                | Olli Rahnasto Peter Lundgren | Randy Druz Peter Bastiansen Luca Bottazzi Leo Palin       |
| 22 ottobre | Helsinki Challenger Helsinki, Finlandia Cemento indoor €42.500 | Kimmo Alkio Olli Rahnasto 6–4, 5–7, 6–3 | Erick Iskersky Richard Lewis | Olli Rahnasto Peter Lundgren | Randy Druz Peter Bastiansen Luca Bottazzi Leo Palin       |

### Novembre
| Settimana   | Torneo                                                      | Vincitore                           | Finalista                   | Semifinalisti                | Eliminati ai quarti                                            |
| ----------- | ----------------------------------------------------------- | ----------------------------------- | --------------------------- | ---------------------------- | -------------------------------------------------------------- |
| 21 novembre | Benin City Challenger Benin City, Nigeria Cemento €42.500+H | Nduka Odizor 6–4, 6–2               | Ferrante Rocchi             | Ernie Fernandez Thierry Pham | David Imonitie Jacques Hervet Bernhard Pils Hans-Peter Kandler |
| 21 novembre | Benin City Challenger Benin City, Nigeria Cemento €42.500+H | Haroon Ismail Nduka Odizor 7–6, 7–6 | Jacques Hervet Thierry Pham | Ernie Fernandez Thierry Pham | David Imonitie Jacques Hervet Bernhard Pils Hans-Peter Kandler |